# Andreas Rödder
Œuvres principales
Voir section
Andreas Rödder, né le 11 juillet 1967 à Wissen (Rhénanie-Palatinat), est un historien allemand. Il est professeur d'Histoire contemporaine à l'université Johannes Gutenberg de Mayence depuis 2005.

## Biographie
De 1986 à 1991, Andreas Rödder étudie l'Histoire et la germanistique à l'université de Bonn, de Tübingen et de Stuttgart, puis passe l'examen de professorat de lycée à Tübingen en 1991. De 1992 à 1994, Rödder est boursier de promotion de la Fondation Konrad Adenauer et participe l'édition 1992–93 de la colloque Akten zur Auswärtigen Politik der Bundesrepublik Deutschland (« Dossiers sur la politique extérieure de la République fédérale allemande ») à l'Institut d'histoire contemporaine de Munich et à l'office des Affaires étrangères de Bonn. Après l'achèvement de sa thèse de doctorat auprès du professeur Klaus Hildebrand à Bonn en 1994, il travaille à l'université de Stuttgart en tant qu'assistant-chercheur de l'historien Eberhard Jäckel. En 2001, il passe l'agrégation à Stuttgart grâce à son étude intitulée Die radikale Herausforderung. Die politische Kultur der englischen Konservativen zwischen ländlicher Tradition und industrieller Moderne 1846–1868 (« Le défi radical. La culture politique du conservatisme anglais entre tradition locale et industrialisation (1846–1868) »), pour laquelle il reçoit une bourse de recherches de la part de la fondation Fritz-Thyssen (de) en 1998–99.
De 2001 à 2005, il est maître de conférences à l'Institut d'Histoire de l'université de Stuttgart, puis boursier au Collège historique (de) en 2001–02, ainsi que professeur invité à l'université Brandeis à Waltham, dans l'État américain du Massachusetts. En avril 2005, Rödder devient professeur ordinaire d'Histoire contemporaine à l'université Johannes Gutenberg de Mayence. Au cours de l'année académique 2012–2013, il est professeur invité à la London School of Economics and Political Science ainsi qu'a l'Institut historique allemand de Londres.

## Recherches
Rödder entreprend notamment des recherches sur l'époque victorienne et l'Histoire du conservatisme européen, sur la République de Weimar et la politique internationale de l'entre-deux-guerres, sur l'Histoire de la République fédérale allemande (plus particulièrement dans les années 1970 et 1980), ainsi que sur les divers changements à l'échelle internationale dus à la mondialisation. Son histoire Deutschland einig Vaterland (« L'Allemagne, patrie unique »), publiée en 2009, a connu beaucoup de succès.
Rödder fait entre autres partie du comité de rédaction du Historische Zeitschrift, de la direction de la documentation de l'Histoire de l'Allemande, ainsi que des conseils scientifiques des Instituts d'Histoire contemporaine de Munich et de Berlin, du Musée historique allemand de Berlin et de la Maison d'Histoire de la République fédérale d'Allemagne à Bonn et à Leipzig. Il est également président de la société Stresemann (Stresemann-Gesellschaft) depuis 2005.

### Autres engagements
Andreas Rödder a passé une formation de musique d'église à l'École épiscopale de musique d'église d'Essen et est organiste depuis 1987 ainsi que pianiste de jazz dans le jazzband Tambosi depuis 2000.
Rödder est membre de l'Union chrétienne-démocrate d'Allemagne. Durant la campagne pour les élections législatives régionales de 2011 en Rhénanie-Palatinat, il est membre du cabinet fantôme de Julia Klöckner, où il dirige les domaines de l'éducation, la science et la culture.

## Vie privée
Rödder est marié depuis 1991 et a trois filles.

## Ouvrages
Monographies
- Stresemanns Erbe. Julius Curtius und die deutsche Außenpolitik 1929–1931, Schöningh, Paderborn, 1996 (également thèse de doctorat, université de Bonn, 1994).
- Die radikale Herausforderung. Die politische Kultur der englischen Konservativen zwischen ländlicher Tradition und industrieller Moderne 1846–1868, Oldenbourg, Munich, 2002 (également thèse d'agrégation à l'Université de Stuttgart, 2000).
- Die Bundesrepublik Deutschland 1969–1990 (= Oldenbourg Grundriss der Geschichte Bd. 19a), Oldenbourg, Munich, 2003.
- Deutschland einig Vaterland. Die Geschichte der Wiedervereinigung, Beck, Munich 2009.
- Geschichte der deutschen Wiedervereinigung (= C. H. Beck Wissen), Beck, Munich, 2011.
- Was ist heute konservativ? Eine Standortbestimmung, Gollenstein, Merzig, 2012.

En tant qu'éditeur
- Weimar und die deutsche Verfassung. Zur Geschichte und Aktualität von 1919, sur demande de la Fondation nationale allemande, avec les contributions de Helmut Schmidt, Karl Dietrich Bracher, Carl-Ludwig Holtfrerich, Horst Möller, Fritz Stern et Michael Stolleis. Klett-Cotta, Stuttgart, 1999.
- avec Thomas Hertfelder : Modell Deutschland. Erfolgsgeschichte oder Illusion?, avec les contributions de Dieter Langewiesche, Peter Pulzer, Gerhard A. Ritter, Manfred G. Schmidt, Mark Spoerer, Andreas Wirsching ; Vandenhoeck & Ruprecht, Göttingen, 2007.
- avec Wolfgang Elz : Alte Werte – Neue Werte. Schlaglichter des Wertewandels, avec les contributions de Christoph Böhr, Bernhard Bueb, Ute Frevert, Hans Joas, Klaus Naumann, Gerhard A. Ritter, Andreas Wirsching ; Vandenhoeck & Ruprecht, Göttingen, 2008.
- avec Thomas Raithel et Andreas Wirsching : Auf dem Weg in eine neue Moderne? Die Bundesrepublik Deutschland in den siebziger und achtziger Jahren, Oldenbourg, Munich, 2009.
- avec Wolfgang Elz : Deutschland in der Welt. Weichenstellungen in der Geschichte der Bundesrepublik, Vandenhoeck & Ruprecht, Göttingen, 2010.
- avec Bernhard Dietz et Christopher Neumaier : Gab es den Wertewandel? Neue Forschungen zum gesellschaftlich-kulturellen Wandel seit den 1960er Jahren, Oldenbourg, Munich, 2014.

Film
- Die Deutschen II: Gustav Stresemann und die Republik (commentateur historique, ZDF, 2010).